# Porta Nolana (Nápoly)
A Porta Nolana egyike a középkori Nápoly városkapuinak. Az egykori keleti városfal részét képezte. A számos bevándorló, aki a vidékről érkezett a városba itt telepedett le, a kapuk előtt. 1333. szeptember 8-án ezen a kapun vonult be Károly Róbert magyar király, mikor kisebbik fiát, Andrást Nápolyba hozta, hogy ott feleségül vegye Johanna trónörökösnőt. 
A falakat csak az Aragóniai-ház uralkodása ideje alatt bővítették. A kapu átalakítását Giuliano da Maiano végezte 1484-ben. Két bástyája, a Reménység és a Hit egy márvány boltívet fog közre, melynek domborműve I. Ferdinánd nápolyi királyt ábrázolja. Belső homlokzatát Szent Januarius mellszobra díszíti.